# انتفاضة الحزب الثوري الاشتراكي اليساري

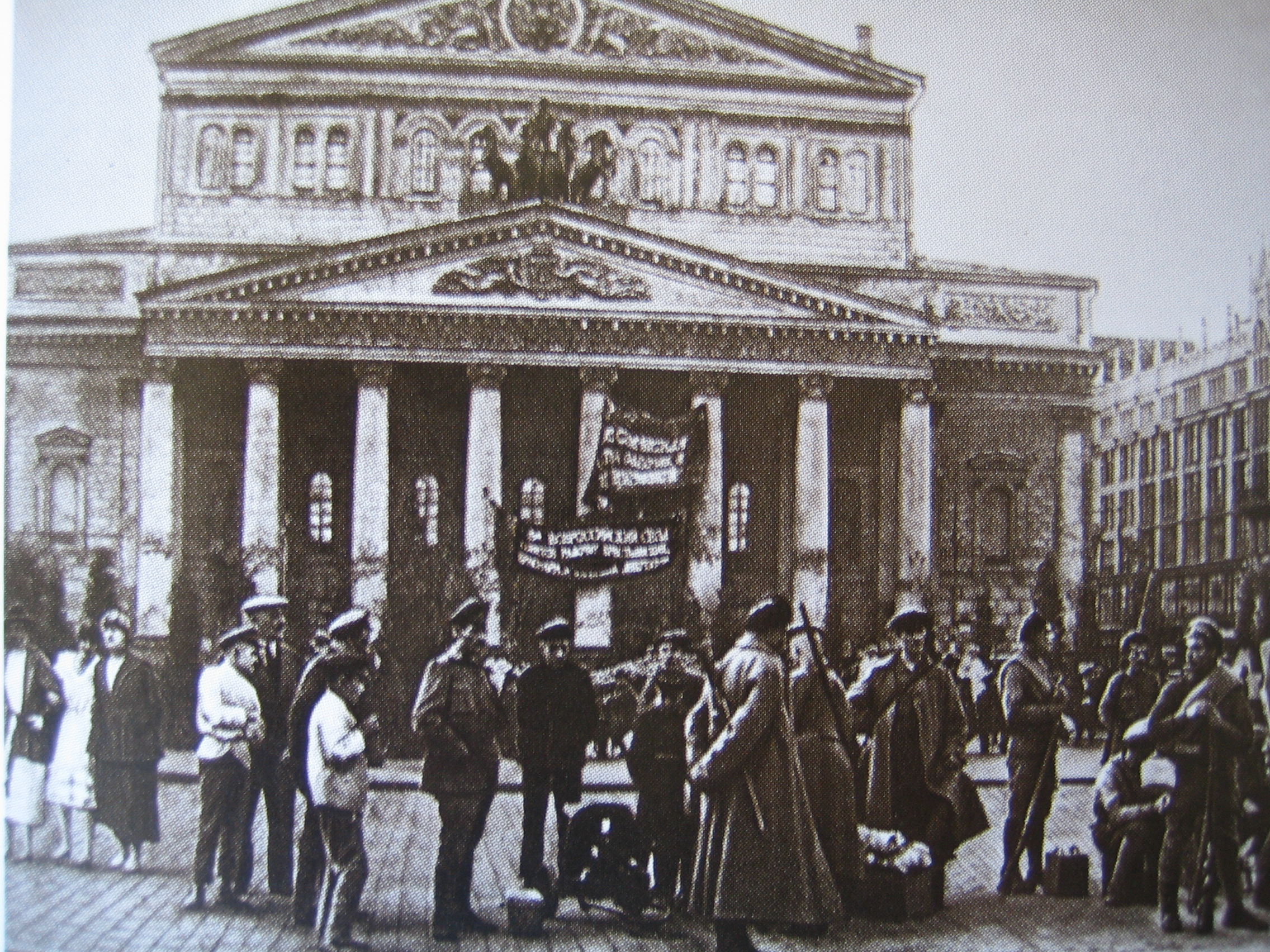
حراس الرماة اللاتفيون يحرسون المؤتمر الخامس للسوفييت، ساحة المسرح، موسكو، أمام مسرح البولشوي. يوليو 1918.

انتفاضة الحزب الثوري الاشتراكي اليساري، أو ثورة الحزب الثوري الاشتراكي اليساري، كانت انتفاضة ضد البلاشفة من قبل الحزب الثوري الاشتراكي اليساري. بدأت الانتفاضة في 6 يوليو عام 1918 وزُعم أنها تهدف إلى استئناف الحرب ضد ألمانيا. وكانت واحدة من عدد من الانتفاضات اليسارية ضد البلاشفة التي حدثت خلال الحرب الأهلية الروسية.

## الخلفية
قاد التمرد الثوريون الاشتراكيون اليساريون في موسكو. في السابق كان الحزب الثوري الاشتراكي قد أيد استمرار الحرب من قبل الحكومة المؤقتة بعد ثورة فبراير عام 1917. ثم وصل الحزب البلشفي إلى السلطة في نوفمبر عام 1917 من خلال الانتخابات المتزامنة في السوفييتات مع انتفاضة منظمة مدعومة بالتمرد العسكري. وكانت العديد من الأسباب الرئيسية لدعم السكان للبلاشفة هي إنهاء الحرب والقيام بثورة اجتماعية، تجسدت في شعار «السلام، الأرض، الخبز». وقد دعا البلاشفة الثوريين الاشتراكيين اليساريين والمناشفة الأممين التابعين لمارتوف للانضمام إلى الحكومة. انشق الثوريون الاشتراكيون اليساريون عن الحزب الثوري الاشتراكي الرئيسي وانضموا إلى الحكومة الائتلافية البلشفية، ودعموا سن البلاشفة الفوري لبرنامج إعادة توزيع الأراضي التابع للحزب الثوري الاشتراكي. أعطي للثوريين الاشتراكيين اليساريين أربعة مناصب مفوضين وتقلدوا مناصب عليا داخل التشيكا (هيئة الطوارئ الروسية لمكافحة الثورة المضادة والتخريب). لكن الثوريين الاشتراكيين اليساريين اختلفوا مع البلاشفة بشأن مسألة الحرب وكانوا مستائين من أن معاهدة بريست ليتوفسك تنازلت عن مساحات كبيرة من الأراضي في أوروبا الشرقية لصالح قوى المركز. ومع المعاهدة، اعتبر الثوريون الاشتراكيون اليساريون أن فرصة نشر الثورة في جميع أنحاء أوروبا قد ضاعت. لذا غادروا مجلس مفوضي الشعب احتجاجًا في مارس عام 1918، وفي المؤتمر الرابع للسوفييتات صوتوا ضد المعاهدة. رغم أنهم استمروا في العمل في التشيكا التي لعبت دورًا حاسمًا في التمرد. وبقي الثوريون الاشتراكيون اليساريون في مجالس مفوضي الشعب والإدارة العسكرية واللجان والوكالات والمجالس المختلفة.
في فنلندا، حيث تعهدت الحكومة السوفيتية بموجب المعاهدة المذكورة بعدم التدخل، ساعد نزول القوات الألمانية بشكل كبير القوات «البيضاء» (معادية للثورة) في سحق الثورة الفنلندية. وفي أوكرانيا، تأسست حكومة دمية، الهيتمان، بدعم ألماني. وتقدمت قوى المركز عبر أوكرانيا نحو روستوف على نهر الدون بينما وصلت الوحدات العثمانية إلى القوقاز. وفي مارس، نزلت قوات الحلفاء في مورمانسك ووصلت إلى الشرق الأقصى الروسي في الشهر التالي. وفي أواخر شهر مايو بدأت الاشتباكات بين الروس والفيلق التشيكوسلوفاكي، وفي يونيو تشكلت حكومات متنافسة مناهضة للبلاشفة في سامارا (كوموش) وأومسك (حكومة سيبيريا المؤقتة). وقد عارض الثوريون الاشتراكيون اليساريون بشدة الغزو وعارضوا إصرار تروتسكي على عدم السماح لأي شخص بمهاجمة القوات الألمانية في أوكرانيا. وصاغ سيرغي مستسلافسكي شعار «هذه ليست حربًا، إنها انتفاضة!»، داعيًا «الجماهير» إلى «التمرد» ضد قوات الاحتلال الألمانية النمساوية، متهمًا البلاشفة بإقامة «دولة تعرقل الطبقة العاملة»، «وتبتعد عن موقع الثورية الاشتراكية إلى طريق الخدمة الانتهازية للدولة».

ارتبطت موجة جديدة من التوتر بزيادة نشاط البلاشفة في القرى الريفية، عندما أعلنت الحكومة التي يسيطر عليها البلاشفة بمرسوم فرض احتكار الدولة للخبز وتنظيم «مفارز الطعام» للتحصيل الإجباري للخبز. وفي 14 يونيو عام 1918، طُرد ممثلو الأحزاب الاشتراكية-الثورية (اليسار واليمين) والمناشفة من اللجنة التنفيذية المركزية لعموم روسيا بمرسوم بلشفي. وبموجب هذا المرسوم نفسه، جرت دعوة جميع سوفييتات العمال والجنود والفلاحين ونواب القوزاق لإزالة ممثلي هذه الأحزاب من وسطهم. ووصف فلاديمير كارلين، عضو اللجنة المركزية للثوريين الاشتراكيين اليساريين هذا المرسوم بأنه غير قانوني، إذ إن مؤتمر السوفييتات لعموم روسيا هو الوحيد القادر على تغيير تكوين اللجنة التنفيذية المركزية لعموم روسيا. وفي أوائل يوليو، عقد المؤتمر الثالث للحزب الثوري الاشتراكي اليساري، وفي توضيح للوضع الحالي، أدان بشدة سياسة البلاشفة:
زيادة المركزية، وتتويج نظام الهيئات البيروقراطية بالديكتاتورية، واستخدام وحدات الاستيلاء التي تعمل خارج سيطرة وقيادة السوفييتات المحلية، وتنشئة اللجان الفقيرة - كل هذه الإجراءات تخلق حملة على سوفييتات نواب الفلاحين، وتشويش العمال السوفييت، وتضليل العلاقات الطبقية في الريف، وخلق جبهة كارثية بين المدن والقرى.
وفقًا لريتشارد بايبس،
اكتشف الثوريون الاشتراكيون اليساريون فجأة أنهم كانوا يتعاونون مع نظام من السياسيين الحصيفين الذين يبرمون صفقات مع ألمانيا ودول الائتلاف الرابع وطلبوا مرة أخرى إلى «البرجوازية» إدارة المصانع وقيادة الجيش. ماذا حدث للثورة؟ كل ما فعله البلاشفة بعد فبراير عام 1918 لم يناسب الثوريين الاشتراكيين اليساريين. في ربيع عام 1918، بدأ الثوريون الاشتراكيون اليساريون بمعاملة البلاشفة بنفس الطريقة التي عامل بها البلاشفة أنفسهم الحكومة المؤقتة والاشتراكيين الديمقراطيين في عام 1917. وأعلنوا أنفسهم ضمير الثورة، وبديلًا نظيف الكف لنظام الانتهازيين وأنصار التسوية. ومع تضاؤل تأثير البلاشفة بين العمال الصناعيين، أصبح الثوريون الاشتراكيون اليساريون منافسين أكثر خطورة بالنسبة لهم، لأنهم ناشدوا الغرائز الفوضوية والمدمرة للجماهير الروسية، التي اعتمد عليها البلاشفة عندما وصلوا إلى السلطة، لكن بعد أن وصلوا إلى السلطة، جربوا القمع بكل الطرق. لقد ناشد الثوريون الاشتراكيون اليساريون تلك الجماعات التي ساعدت البلاشفة للاستيلاء على السلطة في أكتوبر، وشعروا أنهم تعرضوا للخيانة.

## المؤتمر الخامس للسوفييتات
في حالة التوتر الداخلي تلك، في 4 يوليو، بدأ المؤتمر السوفييتي الخامس لعموم روسيا بتقرير سياسة البلاد. وكانت المواجهة بين الثوريين الاشتراكيين والبلاشفة قاسية. إذ هاجم المتحدثون اليساريون من الحزب الثوري الاشتراكي بشدة سياسة البلاشفة، من مصادرة الحبوب وقمع أحزاب المعارضة، إلى إقامة عقوبة الإعدام. وجادلوا بشكل خاص ضد السلام البلشفي مع ألمانيا الإمبريالية وعدم وجود دفاع عن الثورة في أوكرانيا وفنلندا. وعد بوريس كامكوف «بإزالة مفارز الطعام من القرى». وصفت ماريا سبيريدونوفا البلاشفة بأنهم «خونة للثورة» و «خلفاء لسياسة حكومة كيرينسكي». ودعا الثوريون الاشتراكيون اليساريون إلى التمثيل النسبي في انتخابات السوفييتات، بسبب التفاوت الحاد في الأصوات بين العمال الريفيين وسكان المدن. ومع ذلك، أرسل البلاشفة عددًا كبيرًا من المندوبين الذين اشتبه في أنهم لم ينتخبوا بشكل شرعي، لمجرد تحقيق أغلبية كبيرة في المجلس. وكان لدى الثوريين الاشتراكيين اليساريين 352 مندوبًا مقابل 745 بلشفيًا من إجمالي 1132. وأحبطت الأغلبية البلشفية الواسعة الخطط الثورية الاشتراكية لتغيير سياسة الحكومة في المجلس، والتي أصبحت وقتها في أيدي حزب لينين.
حالما افتتح مؤتمر السوفييتات في البولشوي، تجادل البلاشفة والثوريون الاشتراكيون اليساريون على الفور بشكل حاد. اتهم المتحدثون من الثوريين الاشتراكيين اليساريين البلاشفة بخيانة قضية الثورة وإثارة الحرب بين المدينة والريف، بينما عاتبهم البلاشفة بدورهم على محاولتهم إثارة حرب بين روسيا وألمانيا. اقترح الثوريون الاشتراكيون اليساريون رفع الثقة عن الحكومة البلشفية، وإدانة معاهدة بريست ليتوفسك وإعلان الحرب على ألمانيا. وعندما رفضت الأغلبية البلشفية هذا الاقتراح، غادر الثوريون الاشتراكيون اليساريون المؤتمر. 
خيبة الأمل التي شعر بها الثوريون الاشتراكيون اليساريون، والشعور بالخطر في مواجهة التهديدات البلشفية - المتجسد في قرار تروتسكي الذي سمح بإعدام الذين عارضوا الاحتلال الألماني لأوكرانيا - والقناعة بأن أي عمل إرهابي يمكن أن يفرض بدء أعمال عدائية جديدة مع ألمانيا، كل هذا جعل القيادة الثورية الاشتراكية تخطط لاغتيال السفير الألماني في موسكو. ولم يكن هدف الثوريين الاشتراكيين تحدي البلاشفة، بل إجبار مجلس مفوضي الشعب على مواجهة الألمان؛ وفضل الثوريون الاشتراكيون اليساريون تحقيق ذلك من خلال اقتراحات المجلس، ولكن بمجرد استنفاد هذا الطريق، استأنف الثوريون الاشتراكيون قرارهم بتنفيذ الاغتيالات. اقتصرت المعرفة بالخطط على عدد قليل فقط من أعضاء اللجنة المركزية: لم يتلق أي من مندوبي المؤتمر السوفيتي ولا أعضاء مؤتمر الحزب ولا ملازم الشيكا نفسه، فياتشيسلاف ألكساندروفيتش، أي اتصال بشأن قرار اللجنة المركزية.